# Jan Stenbeck
Jan Hugo Robert Stenbeck (* 14. November 1942; † 19. August 2002) war ein norwegischer Skispringer.

## Werdegang
Stenbeck bestritt mit der Skiflug-Weltmeisterschaft 1972 in Planica sein erstes und einziges internationales Turnier. Mit 359,0 Punkten belegte er als bester Norweger den achten Rang. Im gleichen Jahr setzte Stenbeck auf dem Balbergbakken in Lillehammer mit 110,5 Metern den ersten Schanzenrekord.